# GGL Stadium
Stade Yves-du-Manoir
Pour les articles homonymes, voir Stade Yves-du-Manoir et Altrad.
Le stade Yves-du-Manoir est un stade de rugby à XV situé au sein du complexe sportif Yves-du-Manoir, dans le quartier Ovalie, à Montpellier. Dénommé Altrad Stadium de 2014 à 2018, il est nommé actuellement GGL Stadium à la suite d'un nouveau contrat de naming. Sa capacité est de 15 697 places dont 12 697 places assises. Il s'agit également du premier stade construit depuis la professionnalisation du rugby en 1995. L'appellation GGL stadium (anciennement Altrad Stadium) ne concerne que l'enceinte principale, et ce, pour une durée limitée (contrat de naming sur trois ans), le complexe sportif dans son ensemble comprenant le terrain annexe Éric Béchu et les autres terrains d’entraînement voisins, conservent le nom de Yves-du-Manoir.

## Histoire

### L'inauguration
Cette nouvelle enceinte est inaugurée officiellement le 23 juin 2007 à 11 heures, devant un public de 5 000 personnes. Sont présents sur le podium, outre les architectes Philippe Cervantes, Philippe Bonon et Denis Bedeau, de nombreuses personnalités du sport et de la politique :

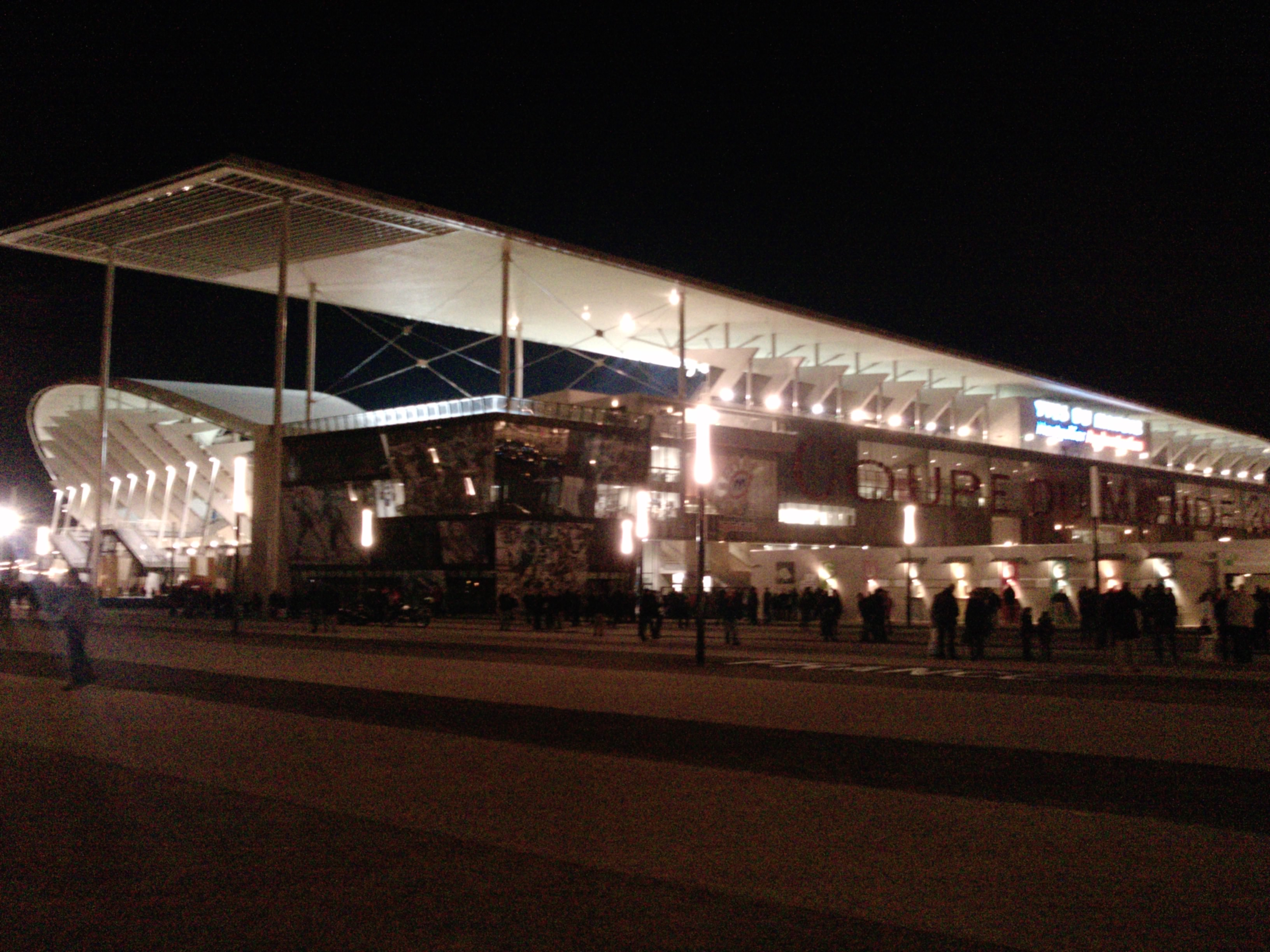
Le stade la nuit

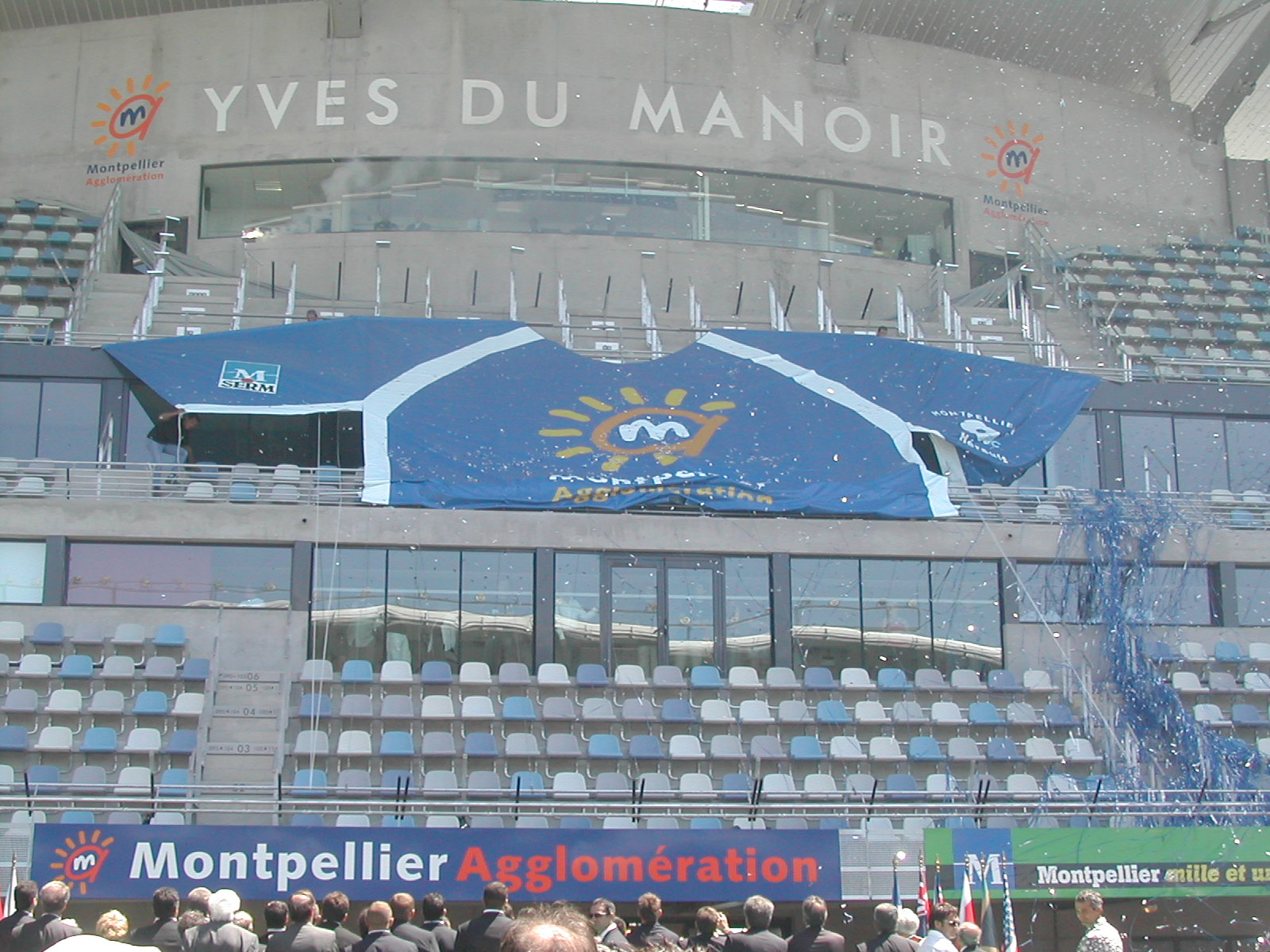
Déploiement du maillot géant lors de la cérémonie d'inauguration

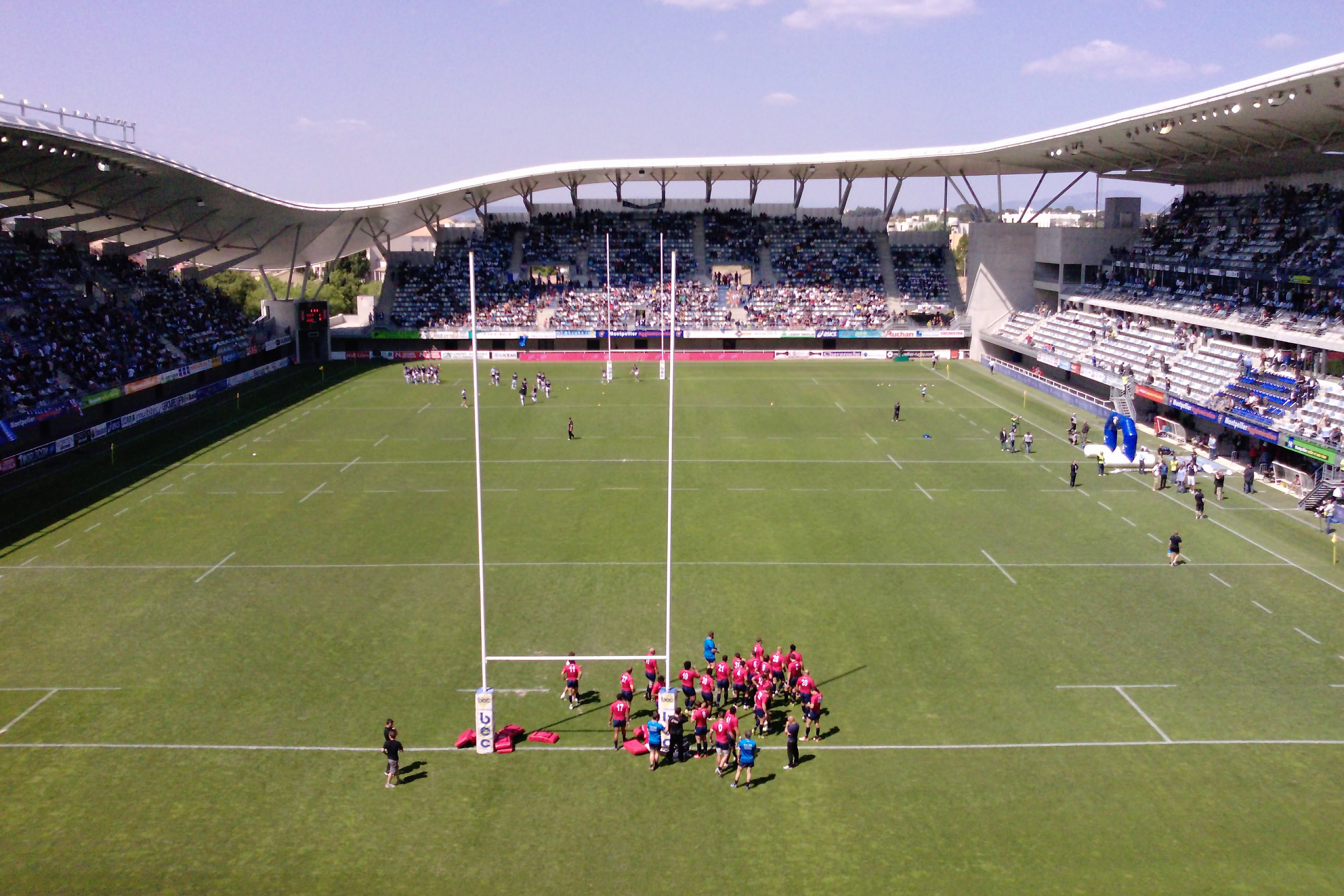
Vue depuis la tribune Murrayfield

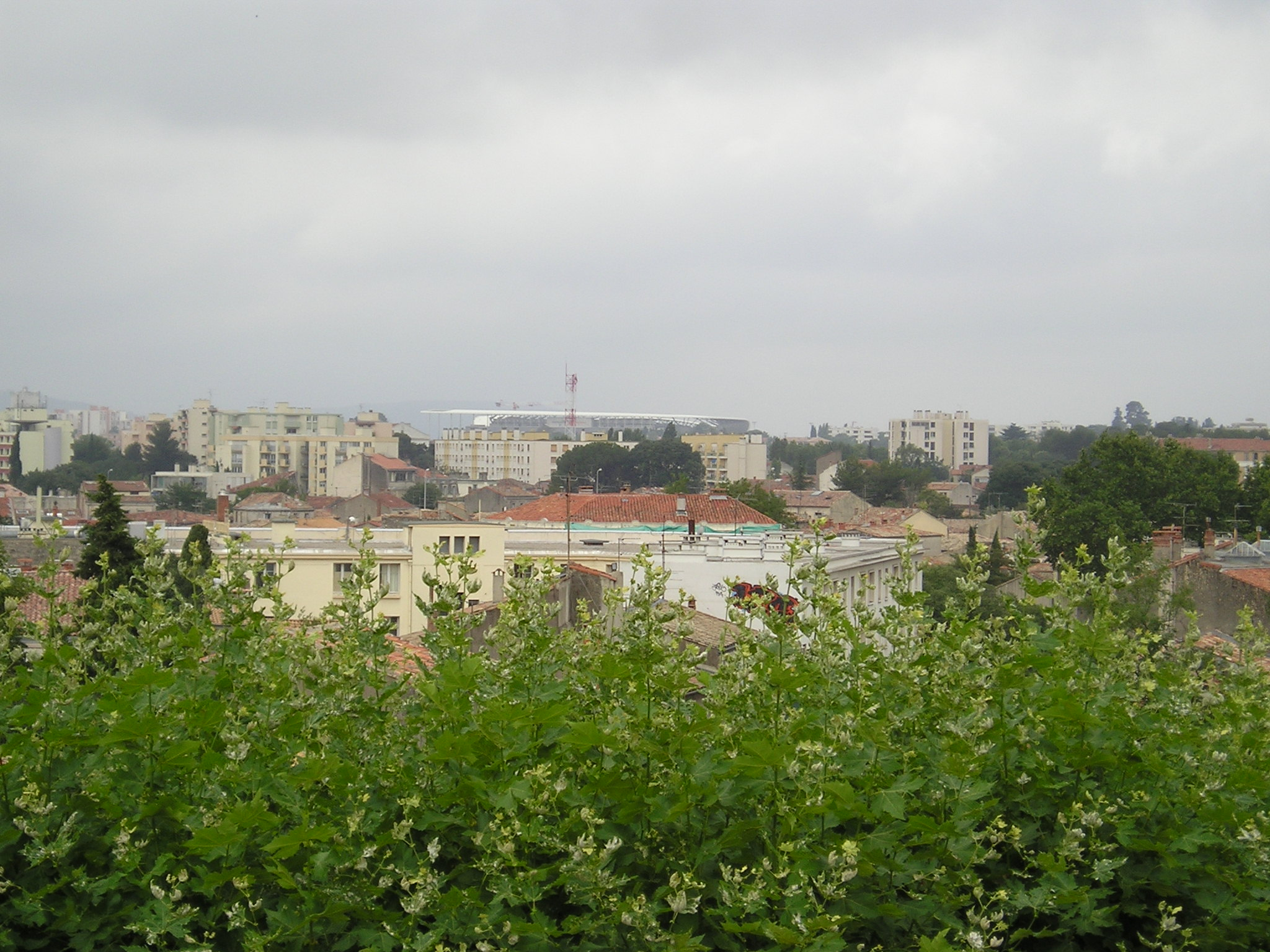
Le toit du stade est visible de la place du Peyrou, à 2,4 kilomètres de là.

- Georges Frêche, président de la Région Languedoc-Roussillon et de la communauté d'agglomération de Montpellier ;
- Hélène Mandroux, maire de Montpellier ;
- Robert Lecou, député de la circonscription ;
- le professeur Henri Pujol, président de la Ligue Nationale contre le Cancer ;
- Bernard Lapasset, président de la FFR ;
- Thierry Pérez, président du Montpellier Hérault rugby ;
- Phil Thomson, manager de l'équipe d'Australie[4] ;
- Daniel Herbert, champion du monde 1999 ;
- les joueurs de la sélection de rugby amateur du Languedoc-Roussillon ;
- André Quilis, ancien entraîneur de Montpellier ;
- Raymond Rebujent, vice-président de l'USAP ;
- Gilles Bourguignon, vice-président du Racing club de Narbonne Méditerranée.

Lors de son discours, Lapasset déclare : « La fête est belle ! Je suis heureux de partager ce grand moment avec un public aussi nombreux. C'est un plaisir rare dans la vie d'un président d'inaugurer un stade de rugby. J'ai assisté à la création de tribunes à Agen, Biarritz, Toulouse… mais un complexe comme celui-là entièrement dédié au rugby, jamais ! » De son côté, Phil Thomson déclare : « Nous sommes très heureux d'avoir choisi Montpellier comme camp de base. C'est un magnifique stade avec des équipements vraiment exceptionnels. Les immenses vestiaires, la piscine de récupération, la salle de réception gigantesque… Le stade Yves-du-Manoir a su allier le professionnalisme avec l'esprit unique du rugby. Nous sommes impatients de nous entraîner à Montpellier. » Pour récompenser son engagement dans la recherche contre le cancer, le professeur Henri Pujol, grand amateur de rugby, se voit remettre par le président Lapasset un ballon de rugby dédicacé notamment par Bernard Laporte et Jo Maso, respectivement sélectionneur et manager du XV de France, tandis qu'un maillot de l'équipe d'Australie signé par tous les joueurs australiens, lui est offert par Daniel Herbert et Phil Thomson.
Deux temps forts de l'inauguration : la visite des locaux (vestiaires, salles d’entraînements et de récupérations, salles de réception) et la possibilité de se faire photographier entre le Bouclier de Brennus et le trophée du Tournoi des VI Nations que le XV de France vient de remporter. Durant toute la journée, l'école de rugby du Montpellier Hérault rugby a organisé, aux quatre coins de la pelouse, de nombreuses animations pour les enfants avec les rugby-parcs gonflables, et un concours de pénalités et de drops entre les perches. Ouvert aux adultes et aux enfants, ce fut l'activité la plus populaire, avec de nombreux candidats au poste de demi d'ouverture.

### Financement
Le coût total de la réalisation s'élève à 63 millions d'euros dont la répartition a été de :
- Montpellier agglomération : 55,6 % ;
- Région Languedoc-Roussillon : 19 % ;
- Ville de Montpellier : 15,9 % ;
- Conseil général de l'Hérault : 8,2 % ;
- État : 1,3 %.

### Naming
Le stade d'honneur porte le nom de Stade Yves-du-Manoir de sa construction jusqu'en 2014. Ce nom est un hommage à Yves du Manoir, joueur du Racing club de France, mort accidentellement en avion en 1928.
En juillet 2014, l'enceinte principale (stade d'honneur) est renommée en Altrad Stadium à la suite d'un contrat de naming entre le groupe Altrad, no 1 européen du matériel pour le bâtiment et Montpellier Agglomération pour une durée de trois années, le complexe sportif (comprenant, en plus de l'enceinte principale, le stade annexe Éric Béchu, les terrains annexes en synthétique, les équipements de l'École de rugby, les parkings…) dans son ensemble conservant l'appellation d'origine.
En 2017, le contrat de naming arrive à son terme, Mohed Altrad ne demande pas à renouveler le naming afin de ne pas se heurter à un refus de Philippe Saurel, maire de Montpellier et président de Montpellier Méditerranée Métropole. Le conseil de métropole de Montpellier renouvelle tout de même la convention de mise à disposition du stade Yves-du-Manoir pour le MHR et le naming au groupe Altrad mais annonce aussi que le naming de l'enceinte sera ouvert à la concurrence pour la saison 2018-2019.
En début d'année 2018, une offre de marché public de convention d'occupation temporaire du domaine public relative au naming du stade d'honneur du complexe sportif Yves-du-Manoir est publiée, cette dernière stipule que le partenaire doit dépasser la redevance proposée par un montant plancher fixé à 300 000 € T.T.C par an. À partir du 1er juillet 2018, l'enceinte est renommée le GGL Stadium à la suite d'un accord signé entre la société GGL Groupe, aménageurs, et Montpellier Méditerranée Métropole pour une redevance annuelle de 480 000 € à la métropole,. En 2022, le contrat est prolongé pour 3 ans pour le même montant annuel.

## Le complexe en détail
Le complexe s'étend sur 13 hectares. Il se compose du stade Yves-du-Manoir, en catégorie A, la plus grosse partie du complexe. Il est composé de quatre tribunes aux noms de stades mythiques de rugby.
- Tribune Eden Park (située dans la partie sud-ouest avec 4 168 places) ;
- Tribune Ellis Park (située dans la partie nord-est avec 1 543 places) ;
- Tribune Murrayfield (située dans la partie sud-est avec 2 316 places) ;
- Tribune Twickenham (située dans la partie nord-ouest avec 3 567 places).

Aux abords du stade se trouvent un autre stade et deux terrains annexes. L'autre stade, en catégorie C, de 500 places, est consacré à l’entraînement des équipes premières et des compétitions régionales. Il est inauguré le 17 avril 2013 et il est baptisé stade Éric Béchu, en hommage à l'entraîneur disparu. Les deux terrains, en catégorie D et dont les pelouses sont en matière synthétique, servent aux écoles de rugby et autres manifestations sportives organisées par la communauté d'agglomération de Montpellier, principal financier.
Les 13 734 places du stade se répartissent comme suit : 12 899 pour le public, 392 dans les loges, 370 dans les tribunes officielles et 65 pour la presse. Le pesage a une capacité de 860 places, avec possibilité d'installer des gradins démontables. En outre, un écran géant de 5,20 m de hauteur sur 7,20 m de largeur, situé en face de la tribune d'honneur, ainsi que des nombreux écrans de télévisions placés dans les vestiaires, les loges et les buvettes permettent aux spectateurs d'avoir accès aux actions du match en cours, mais également des autres rencontres.

Vue panoramique depuis la tribune Ellis Park

L'accès au stade peut se faire soit par le tramway dont un arrêt est situé à proximité du stade (ligne 2, station « Sabines »), soit par voiture. Dans ce cas, un parking de 1 000 places pour voitures et 10 places pour autobus, est disponible. Les professionnels du rugby, de la presse et de la sécurité, ont un parking qui leur est entièrement dévolu. Pour ce qui est des places, huit guichets, situés devant le stade sont à disposition du public, en plus des points de ventes habituels.
Durant la Coupe du Monde 2007, il est à la disposition de l'Équipe d'Australie de rugby à XV qui réside à Montpellier. Ce stade est utilisé par Montpellier à partir de la saison 2007-2008. Le premier match officiel a eu lieu le 27 octobre 2007, et a opposé Montpellier à l'USAP. Victoire de Montpellier (19-12), devant 10 500 spectateurs.

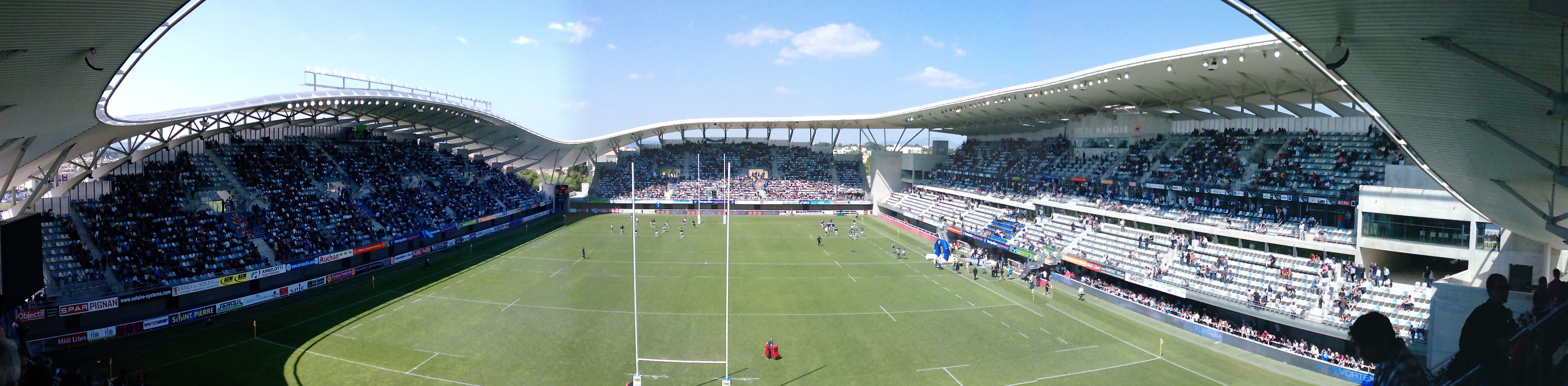
Vue panoramique depuis la tribune Murrayfield

## Autres utilisations

### Camp de base de l'Australie en 2007

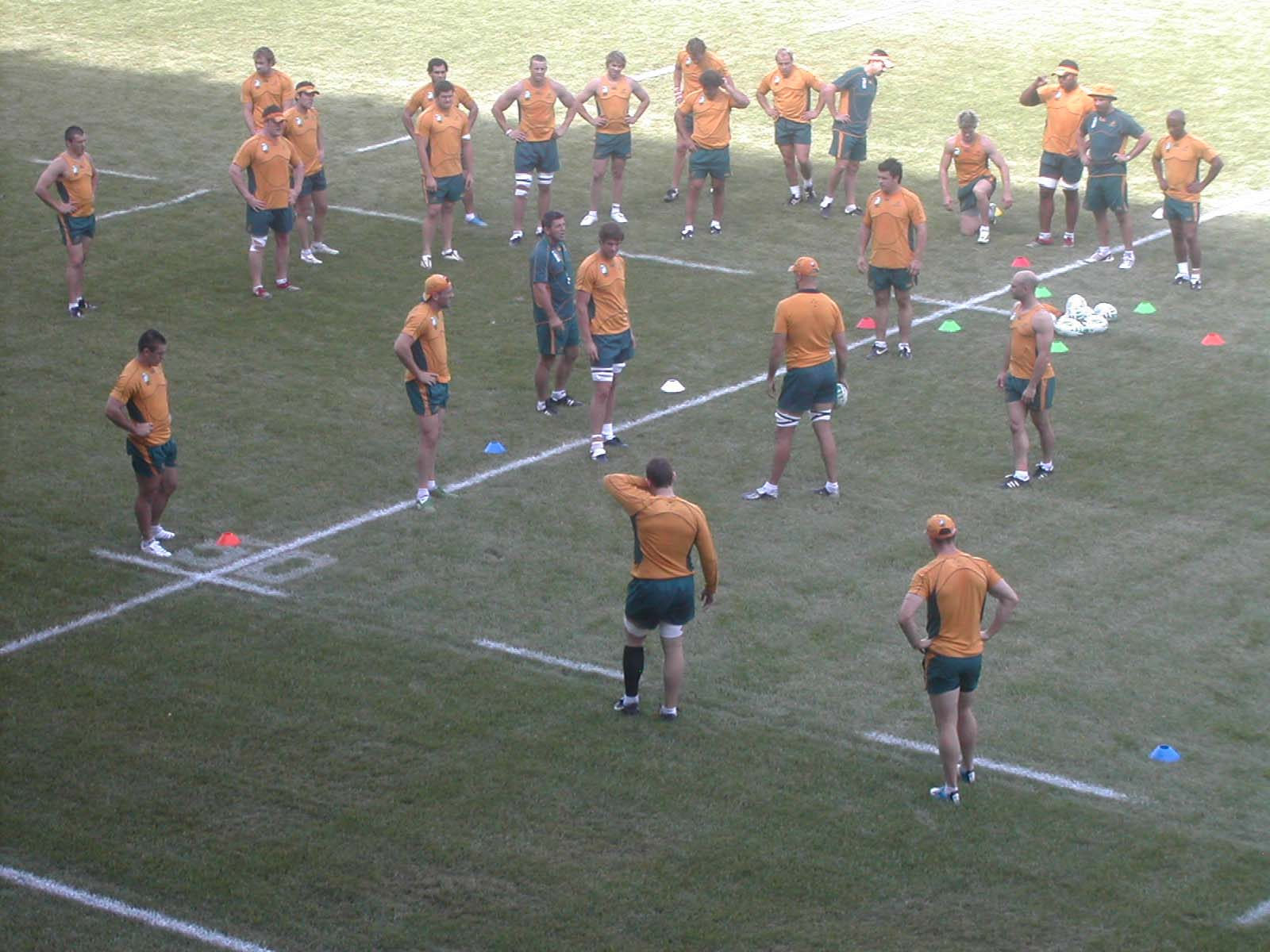
Les joueurs australiens durant l'entraînement public du 2 septembre

L'équipe d'Australie s'est installée à Montpellier pour toute la durée des matchs de poule de la Coupe du monde de rugby à XV 2007. Elle est la première équipe à avoir inauguré les installations du stade Yves-du-Manoir. Arrivés le 31 août en gare de Montpellier, les Australiens ont prévu deux entraînements en public, les 2 et 18 septembre. L'un des objectifs est, selon les mots du manager australien Phil Thomson, de « s'ouvrir pour faire des Montpelliérains, et plus globalement des Français, des supporters ».
L'entraînement du dimanche 2 septembre et l'accueil des 9 000 Montpelliérains présents dans les tribunes ont séduit les joueurs australiens. Dans les tribunes, passée l'ovation à l'entrée des joueurs, un silence respectueux s'est imposé durant l'entraînement. Seuls des applaudissements chaleureux réservés aux beaux gestes (tels que les drops de 30, 40 et 50 mètres réussis et les cadrages-débordements durant l'opposition en fin de séance) ont troublé l'ambiance studieuse. L'équipe australienne n'a pas dévoilée ses stratégies en public, mais a réalisé un entraînement correct ainsi que l'a noté Didier Nourault, l'entraîneur du Montpellier Hérault Rugby Club : « Ils ne se sont pas moqués du public. » Un public qui a apprécié, via la sonorisation du stade, des succès de groupes australiens : Highway to hell d'AC/DC, Beds are burning de Midnight Oil notamment.

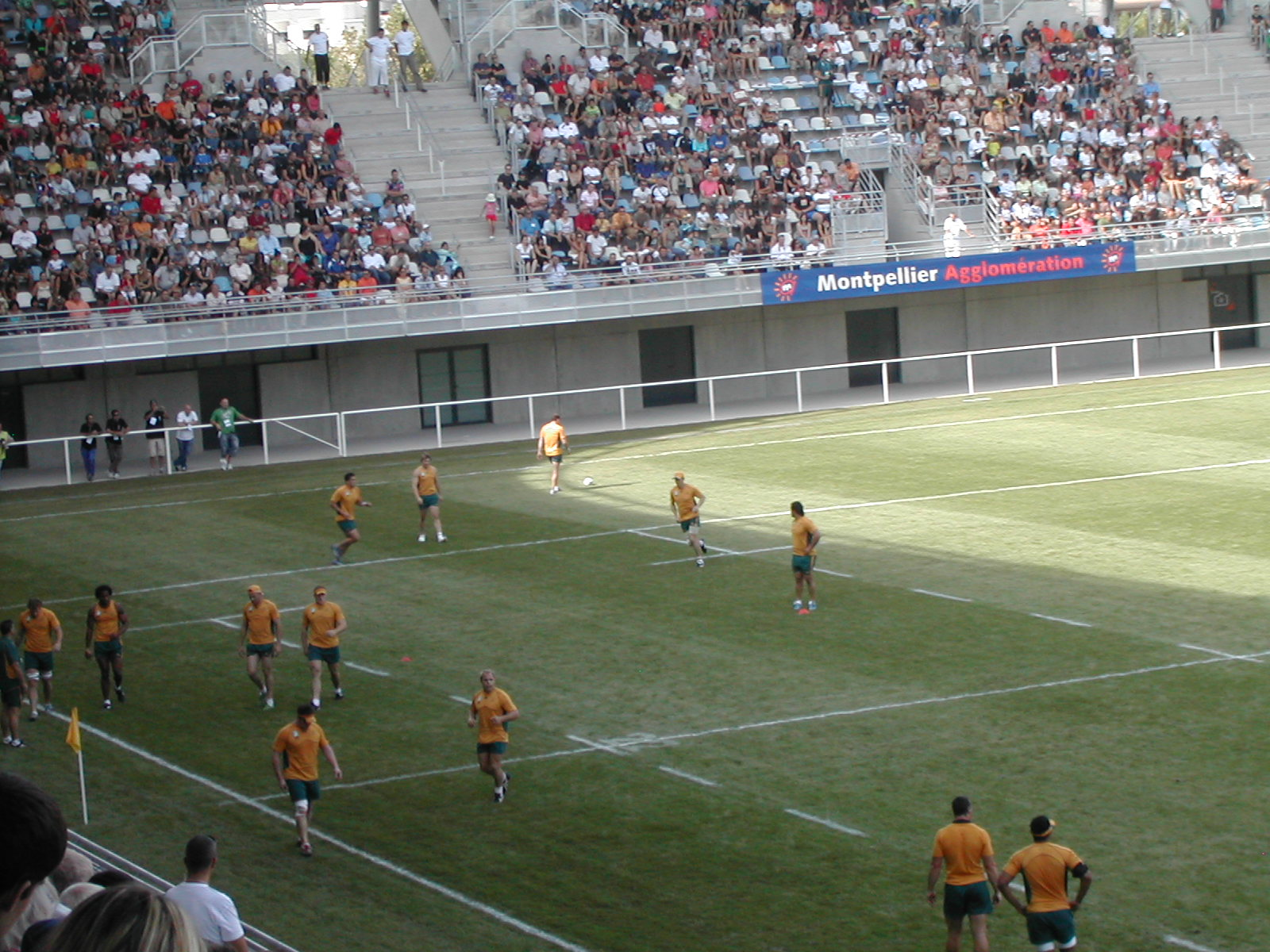
Sam Cordingley : « Autant de monde à notre premier entraînement, c'est une première. »

En salle de presse, les réactions des Australiens ont été nombreuses. L'entraîneur John Connolly s'est déclaré ravi : « C'est bon pour nous. Ça permet de s'entraîner avec un peu de pression car il y a de l'attente de la part du public. Les joueurs ont apprécié. » Drew Mitchell, arrière du XV australien : « Nous étions tous ébahis par cette ferveur populaire. On est vraiment heureux d'avoir vécu ça. C'est la première fois que je vois autant de monde assister à un entraînement. » De son côté, Stephen Larkham avait « entendu dire que l'ambiance rugby, en France, c'était bien. Mais je n'avais jamais vécu ça avant ! » À la fin de la séance, les « Wallabies » ont effectué un tour d'honneur pour remercier le public, tandis que la sonorisation diffusait Advance Australia Fair, l'hymne australien.
Le mardi 18 septembre, environ 4 000 personnes, dont de nombreux collégiens, sont venus assister au deuxième entraînement public. Moins de monde, jour de semaine oblige, l'après-midi a enthousiasmé les spectateurs qui ont souhaité au 2e ligne, Mark Chishlom, un joyeux anniversaire, en anglais bien évidemment. Ce dernier n'a pas manqué de remercier, en français, le public : « Au nom de l'équipe d'Australie, merci pour votre accueil aujourd'hui, en espérant vous revoir dimanche (23 septembre, match contre les Fidji). Merci. » L'opération séduction a bien marché, comme l'a souligné le sélectionneur australien John Connolly qui a parlé de « l'incroyable ferveur du public montpelliérain autour de cette Coupe du Monde et, plus surprenant encore, pour notre équipe, qui, bien que futur adversaire potentiel de l’équipe de France, a reçu un accueil fabuleux et très chaleureux ».

### Montpellier HSC

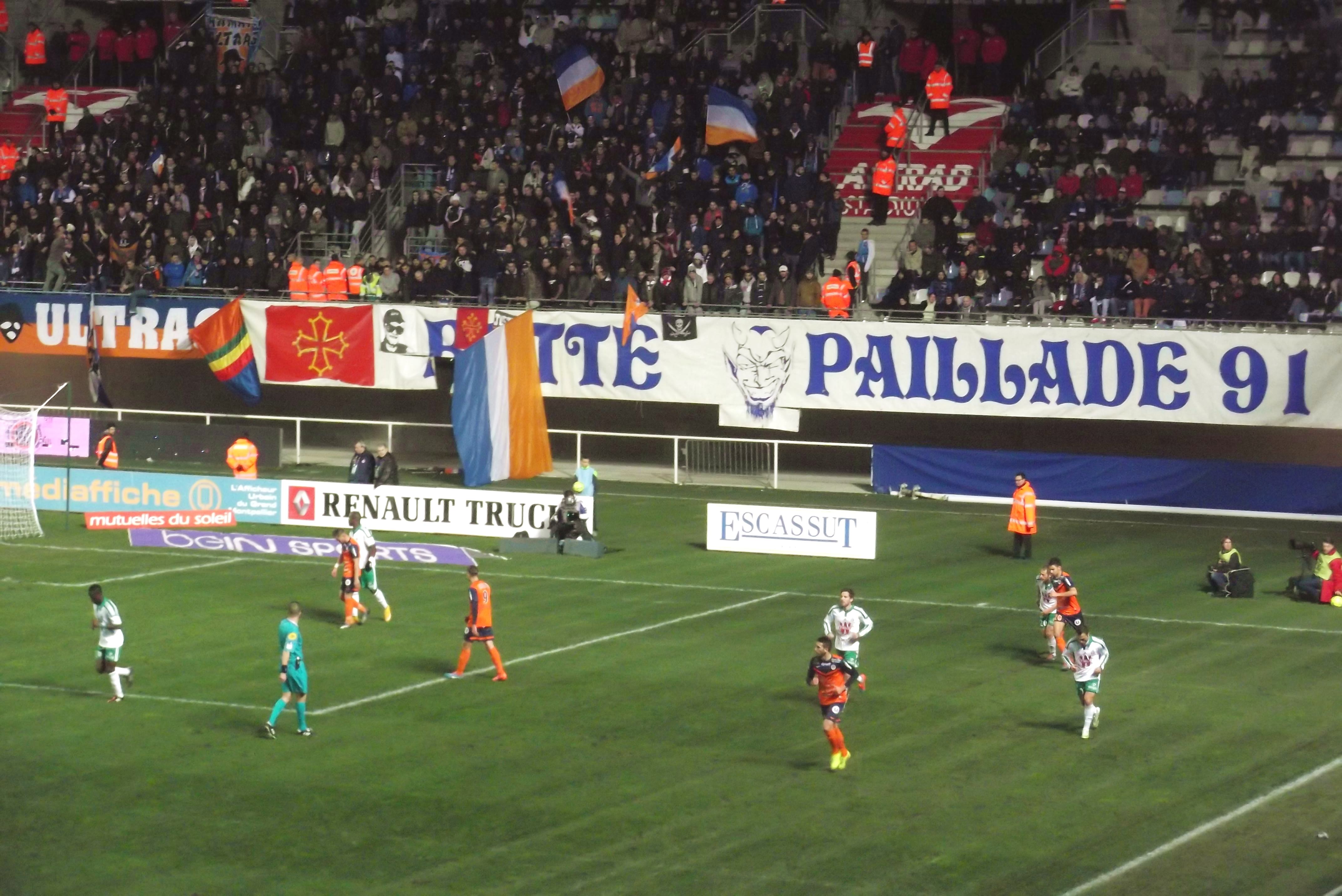
Banderoles à l'Altrad Stadium (MHSC-ASSE, décembre 2014)

À l'automne 2014, à deux reprises, fin septembre 2014 puis début octobre 2014, le stade de la Mosson est inondé lors de deux épisodes cévenols et les dégâts sont considérables. Le club de football Montpellier HSC est contraint de délocaliser ses matches à domicile à l’Altrad Stadium, durant plusieurs semaines.

## Ce qu'ils en ont dit
- Bernard Lapasset, président de la FFR : « La fête est belle ! Je suis heureux de partager ce grand moment avec un public aussi nombreux. C'est un plaisir rare dans la vie d'un président d'inaugurer un stade de rugby. J'ai assisté à la création de tribunes à Agen, Biarritz, Toulouse… mais un complexe comme celui-là entièrement dédié au rugby, jamais ! »
- Phil Thomson, manager de l'équipe d'Australie : « Nous sommes très heureux d'avoir choisi Montpellier comme camp de base. C'est un magnifique stade avec des équipements vraiment exceptionnels. Les immenses vestiaires, la piscine de récupération, la salle de réception gigantesque… Le stade Yves-du-Manoir a su allier le professionnalisme avec l'esprit unique du rugby. Nous sommes impatients de nous entraîner à Montpellier. »
- Philippe Sella, ancien trois-quarts centre français : « Le rugby à Montpellier est en pleine croissance. Ce nouveau stade apportera un confort supplémentaire à toutes et à tous. Cette réalisation est majestueuse, pleine d'aisance. L'Australie, double championne du monde, aura le privilège de tracer la route au Montpellier Hérault Rugby Club en septembre 2007. Le stade Yves-du-Manoir, c'est le jeu et l'esprit[27]. »
- Philemon Toleafoa, pilier samoan du Montpellier Hérault rugby 2003-2010 : « J'ai déjà visité le stade Yves-du-Manoir plusieurs fois, c'est très impressionnant. Il est digne des plus grands clubs pro de Nouvelle-Zélande. Sauf qu'à Montpellier, le public et les joueurs auront en plus la chance d'être très proches les uns des autres. Ce nouveau stade va nous faire du bien et dynamiser toute l'équipe[27]. »
- Warren Britz, troisième ligne sud-africain, 2007-2010 : « Ici, il y a tout pour réussir avec un tel stade. Ma première impression est excellente[28]. »
- Didier Nourault, entraîneur de Montpellier jusqu'en mars 2009 : « Ce nouveau stade, c'est une porte qui s'ouvre sur l'avenir. On passe de l'ère de Cro-Magnon à la normalité[29]. »
- Fabien Galthié, entraîneur de Montpellier de 2010 à 2014 : « Ici, au niveau des structures, c'est un club cinq étoiles[30]. »